# Werner von Schmidt
Werner von Schmidt (Görlitz, 1906. április 17.   – ?, 1978. augusztus 2.) német tengeralattjáró-kapitány volt a második világháborúban.

## Pályafutása
Werner von Schmidt 1926. április 1-jén csatlakozott a német haditengerészethez. 1936. április 1-jén sorhajóhadnaggyá, 1941. április 1-jén pedig korvettkapitánnyá nevezték ki. Hat tengeralattjáró kapitánya volt, négy harci bevetésen egy hajót elsüllyesztett, egyet megrongált.

## Összegzés
| Hajója | Parancsnoki szolgálata                   | Őrjáratok száma | Őrjáratok hossza (nap) | Eltalált hajók száma | Eltalált hajók vízkiszorítása (brt) |
| ------ | ---------------------------------------- | --------------- | ---------------------- | -------------------- | ----------------------------------- |
| U–9    | 1935. szeptember 30. – 1937- október 1.  | 0               | 0                      | 0                    | 0                                   |
| U–12   | 1935. szeptember 30. – 1937- október 1.  | 0               | 0                      | 0                    | 0                                   |
| U–15   | 1935. szeptember 30. – 1937. október 1.  | 0               | 0                      | 0                    | 0                                   |
| U–25   | 1938. január 3. – 1938. december 12.     | 0               | 0                      | 0                    | 0                                   |
| U–40   | 1939. február 11. – 1939. szeptember 20. | 1               | 31                     | 0                    | 0                                   |
| U–116  | 1941. július 26. – 1942. szeptember 10.  | 3               | 94                     | 2                    | 11 377                              |
|        | Összesen                                 | 4               | 125                    | 2                    | 11 377                              |

## Elsüllyesztett és megrongált hajók
| Búvárhajó | Nap              | Hajó        | Nemzetisége        | Vízkiszorítása (brt) |
| --------- | ---------------- | ----------- | ------------------ | -------------------- |
| U–116     | 1942. július 12. | Cortona*    | Egyesült Királyság | 7093                 |
| U–116     | 1942. július 12. | Shaftesbury | Egyesült Királyság | 4268                 |

* A hajó nem süllyedt el, csak megrongálódott